# 紫金中坝孙中山祖籍纪念碑
紫金中坝孙中山祖籍纪念碑，位于中国广东省河源市紫金县中坝孙屋排孙氏宗祠，为河源市紫金县的一个县级文物保护单位，类型为近现代重要史迹及代表性建筑，公布时间为1987年6月。
紫金中坝孙中山祖籍纪念碑的历史年代为民国。